# Mosa (dipartimento)
La Mosa (in francese Meuse) è un dipartimento francese della regione Grand Est. Confina con i dipartimenti della Meurthe e Mosella a est, dei Vosgi a sud-est, dell'Alta Marna a sud-ovest, della Marna a ovest e delle Ardenne a nord-ovest. A nord confina con il Belgio (provincia del Lussemburgo).
Le principali città, oltre al capoluogo Bar-le-Duc, sono Commercy, Verdun e Saint-Mihiel.